# Raquel Córcoles
Raquel Córcoles (Reus, 30 de diciembre de 1986), más conocida como Moderna de Pueblo, es una ilustradora y autora de cómic española.

## Biografía
Raquel Córcoles nació el 31 de diciembre de 1986 en la localidad de Reus, en la provincia de Tarragona. 
Estudió la carrera de Publicidad, Periodismo y Comunicación Audiovisual en la Universidad Rovira i Virgili (2005-2007) en Tarragona y una licenciatura de Periodismo en la Universidad Rey Juan Carlos (2007-2009) en Madrid.
Su carrera profesional comienza en Nissan Iberia S.A. como ejecutiva de cuentas junior en el año 2007. 
Ha sido redactora de InformativosTelecinco.com dando cobertura nacional a información bursátil y económica, y ha pasado por varias agencias de publicidad como copy o creativa. Su salto como ilustradora de cómic comienza al ganar en agosto del año 2011 en la revista El Jueves donde publica una página de cómic semanal, y ese mismo año en la Revista Cuore con una tira cómica semanal, actualmente sigue colaborando activamente con ambos medios impresos. Además colabora en medios como la revista GQ y el periódico El País. 
Decidió dejar a un lado su trabajo como creativa para dedicar todo el tiempo a su proyecto personal, Moderna de Pueblo, donde crea los guiones, es ilustradora de las imágenes que lo componen, además de dirigir los contenidos de la misma. Trabaja conjuntamente en este proyecto con Carlos Carrero (Madrid, 1984) quien dirige y gestiona la parte digital  y empresarial de la marca, y que es coguionista de los libros «Cooltureta», «Idiotizadas» y «Coñodramas».

## Moderna de Pueblo
El nombre de Moderna de Pueblo procede de un personaje creado durante el año 2010, quien da nombre al blog principal de la autora. Este personaje se convirtió en un fenómeno viral con más de 200.000 seguidores en Facebook. En el año 2018 su perfil en Facebook cuenta con más de 600.000 seguidores. Gracias a este blog ganó la beca «Connecta't al còmic» que le permitió publicar su exitoso primer libro, Soy de Pueblo, junto con la ayuda de la diseñadora gráfica española Marta Rabadán (Cocentaina, 1984). 
El personaje cuenta sucesos que le han ocurrido a ella o a amigos suyos, si bien la intención es que sea un prototipo reconocible por el lector, con un toque de ironía cómica. Sus historietas tratan sobre una veinteañera que se muda del pueblo para triunfar en la ciudad, parodiando situaciones que buscan conectar con el lector. Sus cómics están protagonizados por una chica rubia con gafas de sol permanentes, Moderna de Pueblo, y diferentes personajes de la cultura urbana, tales como mujeres con problemas cotidianos, jóvenes frustrados, becarios, hipsters o modernos.

## Libros publicados
| Libros                                          | Año de publicación | Páginas | Editorial | ISBN          |
| ----------------------------------------------- | ------------------ | ------- | --------- | ------------- |
| Soy de Pueblo                                   | 2012               | 128     | Lumen     | 9788499471778 |
| Los capullos no regalan flores                  | 2013               | 160     | Lumen     | 9788426421371 |
| El Cooltureta                                   | 2014               | 128     | Lumen     | 9788426400246 |
| Idiotizadas: de cuentos de hadas a empoderhadas | 2017               | 208     | Planeta   | 9788408176886 |
| Coñodramas                                      | 2020               | 312     | Zenith    | 9788408233459 |
| Modernita se pregunta ¿qué es lo normal?        | 2021               | 48      | Zenith    | 9788408248170 |

Todos sus libros se encuentran disponibles en superficies comerciales y librerías. Se publican dos versiones de ellos, una en castellano y otra en catalán, además de la versión en formato e-book.

### Soy de pueblo
Esta novela gráfica trata sobre cómo sobrevivir en la ciudad siendo de pueblo y conseguir ser una moderna. Como la propia autora lo considera, es un manual de sobrevivencia». Es el primer cómic publicado por Raquel Córcoles, en colaboración con la diseñadora gráfica Marta Rabadán. Es la obra ganadora de la Beca Carnet Jove 2010 Conecta´t al Còmic.

### Los capullos no regalan flores
Se trata de la segunda novela publicada por Raquel, en ella ilustra de una forma cómica los amores y desamores tras establecerse en la ciudad, en concreto de los prototipos de hombres «capullos» que se ha encontrado en los meses que lleva en la ciudad este personaje de pueblo, y como sobreponerse a ellos.

### El cooltureta
En esta ocasión Raquel presenta a un nuevo personaje de sus novelas, el «cooltureta» o aquel tipo que todo lo sabe, y si no lo sabe lo aparenta. Un hombre que decide mudarse al barrio más de moda de la ciudad y que quiere tener amigos cultos, encontrar el amor en alguien con sus mismos y curiosos gustos, y conocer de primera mano las cafeterías más modernas de la ciudad.

### Idiotizadas: de cuento de hadas a empoderhadas
El tema principal que trata este libro es el feminismo en la actualidad, conjuntamente con una metáfora del mundo Disney de princesas y príncipes. Con ello, se pretende eliminar los estereotipos de género, se critica y se denuncian los comentarios y actuaciones machistas en diferentes ámbitos como el trabajo, o el sexo.